# Lin Xiangru

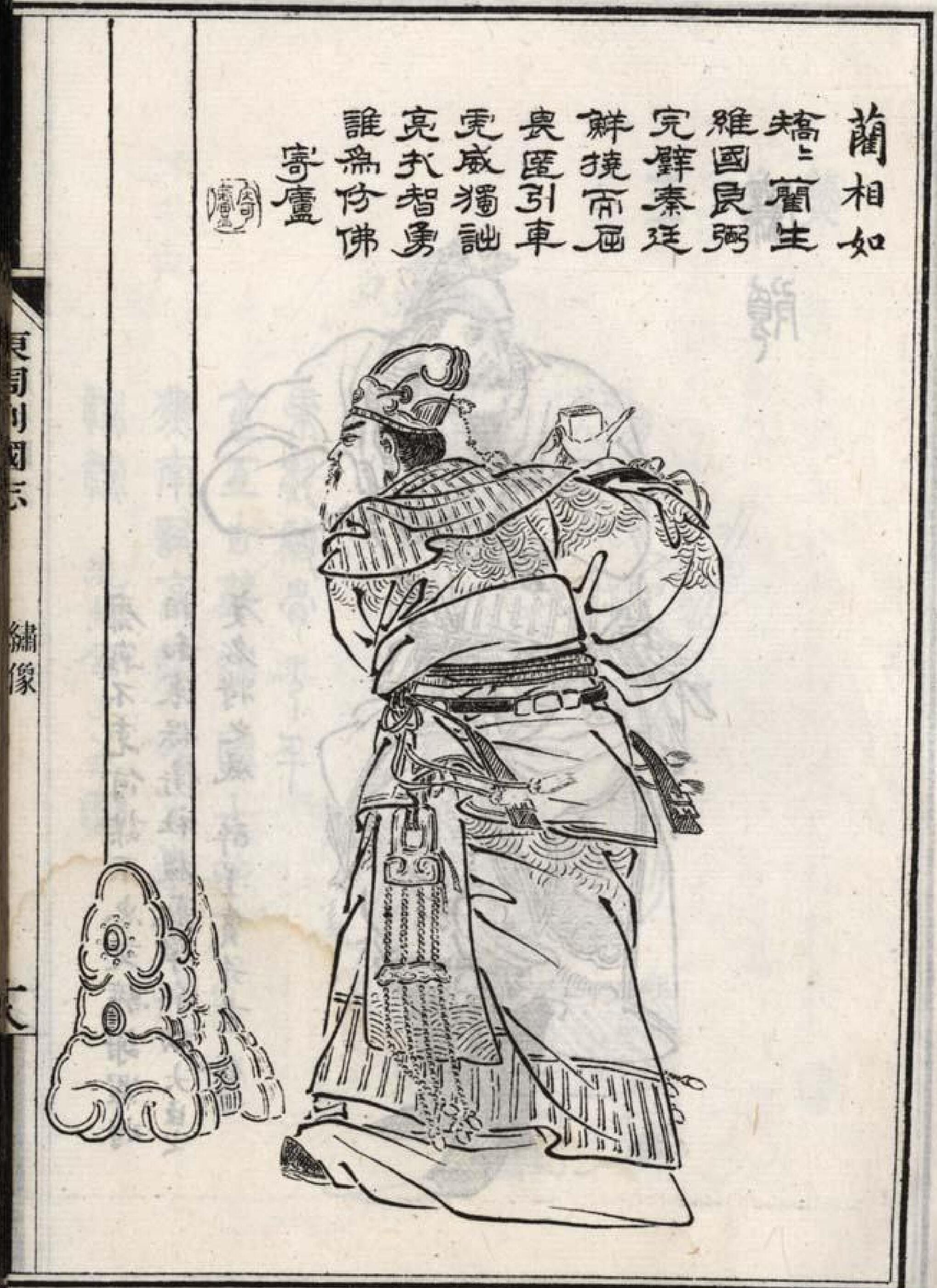
Lin Xiangru

Lin Xiangru (chinois simplifié : 蔺相如 ; chinois traditionnel : 藺相如 ; pinyin : Lìn Xiāngrú) est un politicien chinois de l'État de Zhao ayant vécu pendant la période des royaumes combattants (au cours du IVe ou IIIe siècle av. J.-C.).

## Biographie
On ne sait pas exactement quand il est né, mais il était réputé intelligent et s'est élevé rapidement dans la bureaucratie de Zhao. Il s'illustre au cours de deux épisodes restés fameux :

### L'affaire duHe Shi bi(和氏璧)
Le premier date de l'époque où Lin Xiangru était déjà établi à la cour du Roi Wuling de Zhao. Des délégués du roi de Qin s'étaient fait remettre le He Shi bi (和氏璧, hé shì bì), œuvre d'art en jade inestimable, en guise de tribut. Lin proposa alors de se rendre à la cour du roi de Qin pour persuader ce monarque de renoncer au tribut.
À la cour de Qin, il se vit offrir 15 villes en échange de cette œuvre d'art ; mais une inspection révéla que la plupart n'avaient aucune  valeur et pourraient facilement être reprises par l'armée de Qin. Prétextant un défaut microscopique dans le jade, Lin Xiangru réussit à en prendre possession. Il  menaça alors de le détruire si les Qin essayaient de le reprendre de force, courant ainsi le risque d'être abattu s'il mettait sa menace à exécution. Comme le roi de Qin ne voulait pas être responsable de la destruction d'une telle œuvre d'art, il permit à Lin de rentrer à Zhao avec le jade, tout en projetant de l'intercepter sur le chemin. Mais Lin devina ses pensées et s'enfuit en secret pour rentrer rapidement à Zhao. 

### L'affaire Lian Po
Lin Xiangru devint célèbre dans tous les royaumes de Chine. Il fut nommé chef-ministre de Zhao. Beaucoup de gens enviaient les succès d'un si jeune homme, notamment l'ancien général Lian Po, un des commandants les plus expérimentés de l'époque. Il était tellement jaloux qu'il jura l'inimitié à Lin. 
Lorsque Lin apprit la nouvelle, il décida que la meilleure façon de régler l'affaire serait d'éviter toute confrontation avec Lian. Il prit l'habitude de s'asseoir de l'autre côté de l'assemblée royale pour ne pas mettre en évidence son rang supérieur, il évitait de rencontrer Lian à chaque fois qu'il le pouvait ; un jour même, il fit emprunter à sa voiture une ruelle secondaire pour faire en sorte qu'elle ne bloque pas la voie à celle de Lian Po et n'oblige pas le vieux général à lui céder le passage. 
Beaucoup de gens, dont  Lian Po, interprétaient cette attitude comme une marque de faiblesse, convaincus que Lin, plus érudit que guerrier, était trop peureux pour se battre. Mais quand on demanda à Lin pourquoi il se comportait d'une façon aussi servile et timorée, il demanda « Qui est plus dangereux, le roi de Qin ou Lian Po ? ». Ses interlocuteurs répondirent « Le roi de Qin, bien sûr ». Puis Lin dit « Vous savez que je n'ai pas eu peur du roi de Qin dans sa propre cour, pourquoi aurais-je peur de Lian Po ? Seulement moi, je suis chargé du gouvernement de notre pays et Lin en est chargé de la sécurité. Si les Qin voient que nous nous battons entre nous, ils vont certainement nous attaquer sans délai. La querelle entre Lian Po et moi est personnelle ; je ne peux pas permettre à une affaire privée de détruire notre royaume ! »

Lorsque cette réponse fut rapportée à Lian Po, toute sa haine se mua en honte, parce qu'il reconnut que Lin se conduisait avec plus de noblesse. Il décida de lui présenter ses excuses. Attachant des ronces (utilisées en ce temps-là comme discipline) à son dos nu, il se rendit à pieds de sa maison à celle de Lin Xiangru pour le supplier de lui pardonner. Lin Xiangru lui pardonna et à partir de ce moment-là, ils devinrent bons amis. 
Lin Xiangru mourut probablement entre 262 et 228 av. J.-C.

## Source
- Traduction de l'article Lin Xiangru de Wikipédia en langue anglaise.
- La biographie de Lin Xiangru est traitée au chapitre 81 du Shiji (Mémoires Historiques) de Sima Qian.
- (zh) 史記/卷081 — 廉頗藺相如列傳 Rouleau 81 du Shiji, « Biographie de Lian Po et Lin Xiangru » (廉颇蔺相如列传 / 廉頗藺相如列傳, Lían Pō Lìn Xiāngrú lièzhuàn) sur wikisource.